# Johannes Papalekas
Johannes Papalekas (* 2. Januar 1924 in Athen; † 25. Januar 1996 in Bochum) war ein griechisch-deutscher Soziologe und Gründungsprofessor an der Ruhr-Universität Bochum.

## Leben
Papalekas machte 1942 sein Abitur an der deutschen Schule im besetzten Athen und studierte danach Staatswissenschaften an der Universität Wien, der Universität Greifswald und der Universität Innsbruck. Alle diese Hochschulen waren vom Nationalsozialistischen System gleichgeschaltet worden. In Innsbruck promovierte er 1946 mit einer Dissertation über Das Problem der politischen Massenparteien. Ebenfalls in Innsbruck habilitierte er sich 1953 mit der Schrift Dialektischer Materialismus und verstehende Soziologie. 1955 ging er als Abteilungsleiter an die Sozialforschungsstelle der Universität Münster in Dortmund, wo er sich mit Fragen der Stadtsoziologie und der Ökologie befasste. 1956 wurde er von den Staatswissenschaften zur Soziologie umhabilitiert und 1958 außerplanmäßiger Professor an der Westfälischen Wilhelms-Universität in Münster. Seit 1963 war Papalekas erster Soziologie-Professor an der neu gegründeten Ruhr-Universität Bochum. Er lehnte Rufe nach Athen und Innsbruck ab und lehrte bis zu seiner Emeritierung 1989 in Bochum.
Papalekas stand ideologisch in der Tradition der Leipziger Schule um Hans Freyer und der Konservativen Revolution, was er herausfordernd und scharf vertrat. An der Soziologischen Fakultät in Bochum gab es dagegen Protestaktionen der Studentenbewegung. Der Ruf an die Universität Athen zu Zeiten der griechischen Militärdiktatur (1970) führte erneut zu massiven studentischen Protesten.

## Werke
- Rainer Mackensen, Johannes Chr. Papalekas, Elisabeth Pfeil, Wolfgang Schütte, Lucius Burckhardt: Daseinsformen der Großstadt. Typische Formen sozialer Existenz in Stadtmitte, Vorstadt und Gürtel der industriellen Großstadt. Mohr-Verlag, Tübingen 1959.
- Hans Freyer, Johannes Chr. Papalekas, Georg Weippert (Hrsg.): Technik im technischen Zeitalter. Stellungnahmen zur geschichtlichen Situation. Schilling, 1965.
- Unterbelichtete Aspekte des Zypernkonflikts. 1976, ISBN 3-87547-170-9.
- Die Zypernfrage. Problematik und Perspektiven eines Dauerkonflikts. Peter Lang Verlag, 1987, ISBN 3-8204-1045-7.
- Strukturwandel des Ausländerproblems. Trends - Modelle - Perspektiven. 1986, ISBN 3-88339-529-3.